# هوارد جونسون (لاعب كرة قدم أمريكية)
هوارد جونسون (بالإنجليزية: Howard Johnson)‏ هو ضابط أمريكي، ولد في 22 سبتمبر 1916 في مورفريسبورو في الولايات المتحدة، وتوفي في 19 فبراير 1945 في آيوو جيما في اليابان.